# Norvég erdő
A Norvég erdő (ノルウェイの森; Noruvei no mori; Hepburn: Noruwei no mori) Murakami Haruki 1987-ben megjelent regénye, melynek nosztalgikus történetének középpontjában az ember élete során elszenvedett veszteségek és szintén az élet részét képező szexualitás áll.

## Cselekménye
A regény főszereplője Vatanabe Toru, aki a történet narrátoraként tekint vissza egyetemi éveire, melyeket egy tokiói kollégium falai között töltött el. Az olvasó Toru visszaemlékezésein keresztül ismerheti meg kialakuló és fejlődő kapcsolatát két, egymással teljesen ellentétes személyiségű és természetű nővel, a gyönyörű de érzelmileg labilis Naokóval és a sorscsapásoktól gyakran sújtott de mégis életvidám Midorival.
A regény cselekménye Tokióban játszódik a diákfelkelésektől viharos 1960-as években, mely során a japán főiskolák és egyetemek hallgatói, akárcsak diáktársaik világszerte, a kormány és annak hatalma ellen lázadtak. Bár a felkelések valójában csupán hátteret biztosítanak a történet kibontakozása közben, Murakami szereplői, Toru és Midori szemén keresztül a mozgalmat gyengének és képmutatónak ábrázolja.

## Címének ellentmondásossága
A könyv címe – japán s következésképp magyar nyelven is – tulajdonképpen félrefordítás, mert az eredeti Beatles-számban nem erdőről van szó, hanem arról, hogy egy lány megmutatja a szobáját, amelyet belülről fával burkoltak, norvég faanyaggal. A dal John Lennon egyéjszakás kalandjáról szól. Elment a lány házához, körülnézett, nem volt szék ezért leült a szőnyegre. Szeretkeztek a szobában, beszélgettek egy pár órát, de a lány azt mondta, hogy reggel korán kel, ezért elmegy aludni. John elment fürdeni, lefeküdt, majd reggel egyedül ébredt. A „rágyújtás” azt is jelentheti, elszívott egy jointot. A Norwegian Wood a szövegben nem erdőt jelent, hanem bútort, méghozzá akkoriban takarékosságból gyakran használt bútort, és a Beatles-dalban épp erre az olcsóságra, közönségességre utal Lennon. Van más jelentése a Norwegian woodnak, ez pedig szlengben a hasis. A Beatles-dal címének „hivatalos” japán verziója kezdettől fogva Norvég erdő (Noruvei no mori) volt.

## Magyarul
- Norvég erdő; ford. Nagy Mónika; Geopen, Bp., 2007[7]